# ユメミルセカイ
『ユメミルセカイ』は、喜多修平のオリジナル2ndアルバム。2013年7月24日にLantisから発売された。

## 概要
前作『ユメノキセキ』から約1年5か月ぶりのリリースとなるオリジナル2ndアルバム。喜多自身の作詞・作曲による表題曲「Beyond the Rainbow〜ユメミルセカイ〜」のミュージッククリップが収録されたDVDが同梱されている。

## 収録曲
1. Beyond the Rainbow〜ユメミルセカイ〜 [4:38]
作詞・作曲：喜多修平 / 編曲：鈴木マサキ
2. 金桜の契り [4:22]
作詞：葉月ゆら / 作曲・編曲：斎藤悠弥
  - PSP専用ソフト『雅恋 〜MIYAKO〜 あわゆきのうたげ』オープニングテーマ
3. Shining Days〜僕らの恋模様〜 [3:40]
作詞：佐藤舞花 / 作曲：森慎太郎 / 編曲：Meis Clauson
  - PSP専用ソフト『乙女的恋革命★ラブレボ!! 100kgからはじまる→恋物語』オープニングテーマ
4. 君だけを [4:42]
作詞：こだまさおり / 作曲・編曲：渡辺拓也
  - テレビアニメ『緋色の欠片 第二章』エンディングテーマ
5. EVERLASTING [4:56]
作詞・作曲：喜多修平 / 編曲：伊藤賢
6. Ultimate Impact〜衝激鳴動〜 [3:57]
作詞：松井洋平 / 作曲・編曲：河田貴央
  - 絶対衝激II vs 月麗ステージ テーマソング
7. JUSTxxx [3:48]
作詞：こだまさおり / 作曲：井口イチロウ / 編曲：SCRAMBLES
  - OAD『VitaminX Addiction』Act.2挿入歌
8. Special [4:58]
作詞：仲村達史 / 作曲：森慎太郎 / 編曲：Meis Clauson
  - PSP専用ソフト『乙女的恋革命★ラブレボ!! 100kgからはじまる→恋物語』エンディングテーマ
9. この手で抱きとめるから [4:38]
作詞：藤田麻衣子 / 作曲・編曲：増田武史
  - テレビアニメ『緋色の欠片』エンディングテーマ
10. Break Deadlock [3:53]
作詞・作曲：kuro*tan / 編曲：SNK PLAYMORE
  - 『サムライスピリッツ鬼』プレミアムソング
11. 泥だらけの星 [3:39]
作詞：Tanukichi / 作曲・編曲：Tamachan
  - びっくりぱちんこ『巨人の星』挿入歌
12. 終わらない二人の物語 [4:23]
作詞：中村彼方 / 作曲：中谷あつこ / 編曲：山田高弘
  - PSP専用ソフト『乙女的恋革命★ラブレボ!! 100kgからはじまる→恋物語』グランドエンディングテーマ
13. VOCAL LAND [5:36]
作詞・作曲：喜多修平 / 編曲：Meis Clauson

### DVD
MUSIC CLIP
1. Beyond the Rainbow 〜ユメミルセカイ〜